# Sematophyllum aciculum
Sematophyllum aciculum là một loài Rêu trong họ Sematophyllaceae. Loài này được (Broth. ex Dixon) Dixon miêu tả khoa học đầu tiên năm 1933.